# Szende Béla (orvos)
Szende Béla (Budapest, 1936. július 29. – Budapest, 2019. június 27.) magyar orvos, patológus, egyetemi tanár; az orvostudományok kandidátusa (1974), az orvostudományok doktora (1982).

## Életútja
1960-ban a Budapesti Orvostudományi Egyetemen szerzett diplomát. 1960-tól a BOTE 1. számú Kórbonctani és Kísérleti Rákkutató Intézetének munkatársaként dolgozott. 1993 és 2001 között az intézet igazgatója volt. 1982-tól egyetemi tanár volt. Az orvostudományok kandidátusa (1974), az orvostudományok doktora (1982). 1981 és 1990 között a Magyar Patológiai Társaság főtitkára, 1991 és 1995 között a szervezet alelnöke volt.

## Díjai
- Huzella Tivadar-emlékérem (1992)
- Baló József-emlékérem (1994)
- LAM díj (1997)
- Novicardin-díj (1997)
- Markusovszky-díj (2000)
- Pro Universitate díj (2001)
- Genersich Antal-díj (2001)
- Ipolyi Arnold-díj (2006)
- Magyar Köztársasági Érdemrend Lovagkeresztje (2006)